# Maria Kvist

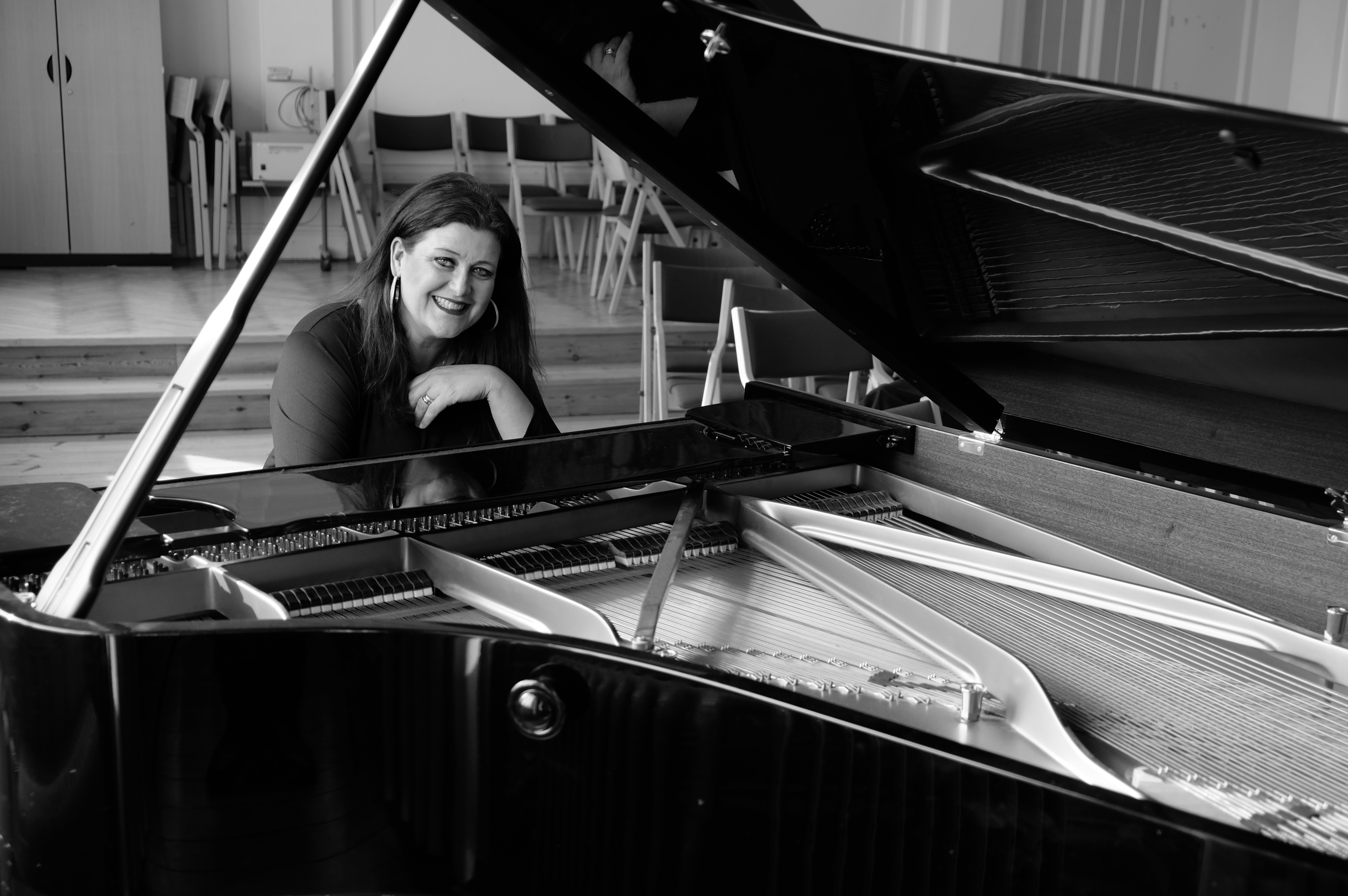
Maria Kvist (2005)

Maria Christina Kvist Kåse (* 19. August 1971 in Ede, Kälarne in Jämtland) ist eine schwedische Jazzmusikerin (Piano, Gesang, Komposition)

## Wirken
Kvist studierte am Berklee College of Music in Boston und an der Königlichen Musikakademie in Stockholm. Sie hat in Pop-Jazz-Gruppen wie Blå Kongo mitgewirkt, bevor sie ihr Maria Kvist Trio bzw. Quartet gründete, mit dem sie seit 2008 mehrere Alben veröffentlichte. Sie arbeitete auch mit der Ellman Larsson Constellation, Simon Stålspets Orkester und Cecilia Wennerström, mit der sie auf dem Album Lydian Mars zu hören ist.
2001 erhielt Kvist das STIM-Stipendium für Komposition und 2012 den SKAP-Kompositionspreis. Das Maria Kvist Quartett wurde 2019 für den Jazzpreis Jazzkatten von Sveriges Radio P2 als „Band des Jahres“ nominiert; es hätte sich durch jahrelanges Zusammenspiel zu einer Gruppe entwickelt, in der Energie, Improvisation und Spielfreude im Mittelpunkt stünden.

## Diskografische Hinweise
- Blå Kongo: Blå Kongo (2000)
- I Read a Review (2008)[2]
- Lemon Man (2010, Wime Records)[3]
- Superficial (2013, Wela/Plugged)
- Shadows and Rain (2019, Do Music Records, mit Linus Kåse, Robert Erlandsson, Isak Andersson sowie Ann-Sofi Söderqvist und Filip Jers)[4]
- Sånger från Ängersjö (2019, EP)
- Jämtlandssångerna (2021, Prophone)